# Emil Dorian
Emil Dorian, nato Emil Lustig (16 febbraio 1893 – 1956), è stato un poeta, scrittore e medico rumeno.

## Biografia
Nacque in una famiglia ebrea a Bucarest; i suoi genitori erano Herman Lustig e sua moglie Ernestina (nata Picher). Frequentò la scuola superiore nella sua città natale e poi studiò alla facoltà di medicina dell'Università di Bucarest. Sebbene, da ebreo, non fosse ancora un cittadino rumeno, fu mandato al fronte nella prima guerra mondiale come medico. Dopo la guerra, trascorse due anni in Francia per specializzazione medica. Poi lavorò come medico a Bucarest e fu anche attivo all'interno della comunità ebraica, per esempio redigendo il Raportul general asupra situației comunității del 1946.
Una parte significativa del suo lavoro giornalistico fu firmata con pseudonimi come Dr. Knox, Dr. Otorin, Dr. M. Prunk e Dr. Urzică; tra le pubblicazioni in cui furono pubblicati i suoi scritti ci sono Cotidianul, Ziua, Adevărul literar şi artistic, Adam, Gândirea, Năzuinţa, Omul liber, Puntea de fildeş, Sburătorul e Şantier. Le sue prime poesie, firmate Castor şi Pollux, apparvero in Noua Revistă Română nel 1912; il suo primo libro fu la raccolta di poesie Cântece pentru Lelioara (1923), seguita da În pragul serii (1924). Le poesie contenute in Primăvară nouă (1948) e Steagurile inimii (1949), scritte all'inizio del regime comunista, sono in stile realista socialista; successivamente scrisse anche un libro di poesie per bambini, Bună dimineaţa (1953). 
I suoi romanzi trattano problemi sociali tratti dall'ambiente ebraico locale: Profeţi şi paiaţe (1931), Vagabonzii (1935) e Otrava (1947). Scrisse anche libri che divulgarono e volgarizzarono la medicina: Misterele şi tehnica sexualităţii (1932); Adevărurile sexualităţii (1932); Femei şi doctori (1932). Mise insieme una raccolta di testi sulla storia della medicina (Din trecutul nostru ştiinţific, 1955) e scrisse un romanzo di osservazione sociale ambientato nel mondo degli insetti (Memoriile greierului, 1937). Tradusse in rumeno opere di Heinrich Heine, Edmond Haraucourt e Hanns Heinz Ewers.
Dal 1937 in poi tenne, raccontando sia le sue lotte come scrittore sia l'aumento dell'attività di estrema destra nei suoi confronti. Il regime di Ion Antonescu durante la seconda guerra mondiale bandì ufficialmente tutte le sue opere poiché era "ebreo".
A metà degli anni '30 si interessò anche alla poesia yiddish, traducendo e collezionando oltre 400 poesie; queste ultime erano pronte per la pubblicazione nel 1944, ma non furono pubblicate fino al 1996.